# Wahl zum Lokalen Regierungsrat in Nauru 1951
Die Wahl zum Lokalen Regierungsrat (englisch Nauru Local Government Council) fand am 15. Dezember 1951 auf Nauru statt. Es war die erste Parlamentswahl in der Geschichte der mikronesischen Insel.

## Hintergrund
1927 wurde auf Nauru ein aus den vierzehn Distriktvorstehern bestehender Häuptlingsrat (englisch Council of Chiefs) gebildet. Dieser hatte jedoch lediglich eine beratende Funktion gegenüber dem australischen Verwalter des Mandatsgebietes, ein Stimmrecht wurde dem Häuptlingsrat nicht zugestanden. Nach dem Ende des Zweiten Weltkriegs wurde Nauru zum Treuhandgebiet der Vereinten Nationen, der UN-Treuhandrat schlug bereits in den Jahren 1948/49 vor, den Nauruern einen größeren Einfluss auf die eigene Politik zu gewähren. Eine Petition des Häuptlingsrates mit ähnlich lautenden Forderungen wurde seitens der australischen Verwaltung allerdings nicht unterstützt. Zu dieser Zeit war lediglich der Posten des Beauftragten für Angelegenheiten der Eingeborenen (englisch Native Affairs Officer) mit einem Einheimischen, dem Oberhäuptling (englisch Head Chief) Timothy Detudamo, besetzt. Eine Besuchsmission der Vereinten Nationen im April 1950 unterbreitete dem Treuhandrat den Vorschlag, dem Häuptlingsrat größere Verantwortung, insbesondere auf dem Gebiet der Gesetzgebung sowie das Budgetrecht, einzuräumen. Am 20. August 1951 wurde der Einrichtung eines Lokalen Regierungsrates (englisch Nauru Local Government Council) zugestimmt. Der beabsichtigte bedeutendere Einfluss der nauruischen Bürger auf die Politik scheiterte jedoch wegen größerer Lücken in der Anordnung.

## Wahlrecht und Organisation
Die vierzehn traditionellen Distrikte Naurus wurden in acht Wahlkreise aufgeteilt; der Wahlkreis Ubenide bestimmte zwei, die übrigen Wahlkreise jeweils ein Mitglied des Lokalen Regierungsrates. Es bestand ein allgemeines Wahlrecht und eine allgemeine Wahlpflicht für alle volljährigen (mindestens 21 Jahre alten) Männer und Frauen nauruischer Nationalität mit Wohnsitz auf der Insel; ausgeschlossen waren Personen, die eine Freiheitsstrafe wegen einer Straftat mit Strafandrohung von über einem Jahr verbüßten oder denen eine solche drohte. Allen aktiv Wahlberechtigten wurde auch das passive Wahlrecht zugestanden. Als Wahlverfahren wurde die Rangfolgewahl genutzt.

## Wahlergebnis
Zu der Wahl am Samstag, den 15. Dezember 1951, traten in den acht Wahlkreisen insgesamt 26 Kandidaten an. Es wurden 655 Stimmen abgegeben, darunter 23 ungültige Stimmen. Im Wahlkreis Boe wurde Hammer DeRoburt aufgrund eines Fehlers bei der Nominierung nicht zur Wahl zugelassen, Proteste hiergegen blieben erfolglos. Appi Deigorongo blieb daher ohne Gegenkandidaten, sodass eine Wahl nicht stattfinden musste.
| Wahlkreis | Distrikte                          | Gewählte Kandidaten                |
| --------- | ---------------------------------- | ---------------------------------- |
| Aiwo      | Aiwo                               | Raymond Gadabu                     |
| Anabar    | Anabar, Anibare und Ijuw           | Adeang Deireragea                  |
| Anetan    | Anetan und Ewa                     | Roy Degoregore                     |
| Boe       | Boe                                | Appi Deigorongo                    |
| Buada     | Buada                              | Totouwa Depaune                    |
| Meneng    | Meneng                             | James Ategan Bop                   |
| Ubenide   | Baiti, Denigomodu, Nibok und Uaboe | Austin Bernicke, Timothy Detudamo† |
| Yaren     | Yaren                              | Julius Akubor                      |

## Nach der Wahl
Der Lokale Regierungsrat trat am 18. Dezember 1951 im Domaneab erstmals zusammen und beschloss neben wöchentlichen Sitzungen auch monatliche Treffen mit dem Verwalter des Treuhandgebietes. Amtsinhaber Detudamo wurde erneut zum „Head Chief“ gewählt. Die Ratsmitglieder kritisierten ihre eingeschränkte Machtstellung, die nicht über diejenige des „Council of Chiefs“ hinausging. Die Verwaltung besaß weiterhin ein Zurückweisungsrecht gegenüber Beschlüssen des Lokalen Regierungsrates sowie die Kontrolle über den Haushalt; der Rat war dazu ermächtigt, den Frieden innerhalb der Distrikte aufrechtzuerhalten. Die Besuchsmission der Vereinten Nationen zeigte sich im Jahr 1953 enttäuscht über den fehlenden Entwicklungsprozess hin zur politischen Eigenständigkeit. Oberhäuptling Detudamo starb im April 1953 nach langer Krankheit, in einer Ersatzwahl am 30. Mai 1953 konnte sich Dagabo Scotty durchsetzen. Raymond Gadabu wurde anschließend zum Oberhäuptling gewählt. 1954 wurden die Befugnisse des Lokalen Regierungsrates auf der Finanzebene ausgeweitet. Die nachfolgende Wahl wurde zum Ende der vierjährigen Legislaturperiode im Dezember 1955 abgehalten.